# رقص گو-گو
رقص گو-گو (انگلیسی: Go-go dancing) توسط رقصندگانی انجام می‌شود که برای سرگرم کردن و گرم کردن مجالس در باشگاه شبانه استخدام می‌شوند. از خصوصیات عمده این رقص پوشیدن چکمه در هنگام رقص است .  پیشینه این رقص به ژانویه ۱۹۶۴ و باشگاه برهنگی گو گو ویسکی بر می‌گردد .  در طول جنگ ویئتنام سربازان آمریکایی رقص گوگو را به ژاپن ، تایلند و فیلیپین بردند . در روز گرامیداشت رقص گوگو یک رژه در هالیوود غربی برگزار می‌شود  که بیشتر همجنسگرایان مرد درآن شرکت می‌کنند  . 

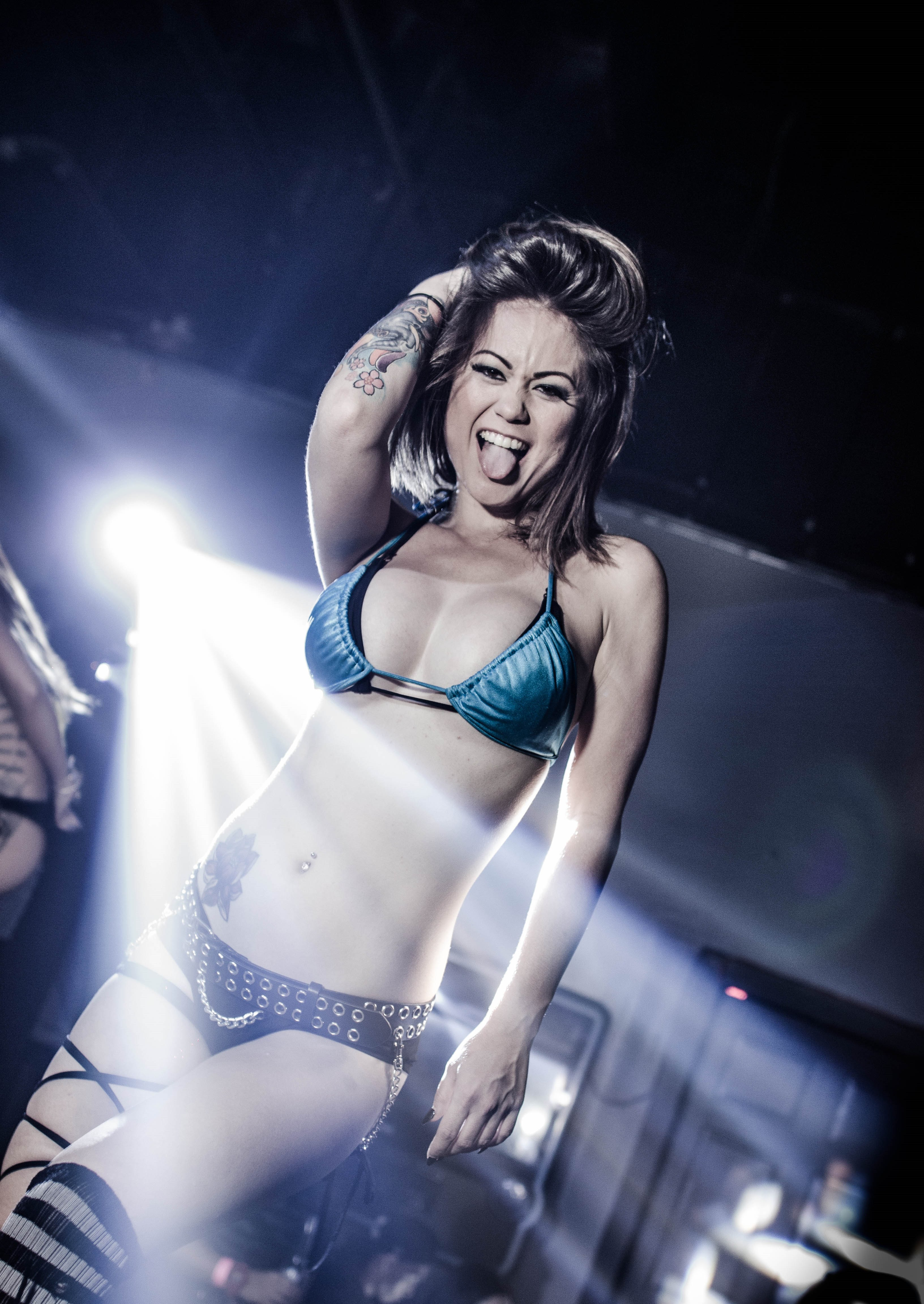
رقصندهٔ گو-گو چری لی